# Robin Hood: Legenda Sherwood
Robin Hood: Legenda Sherwood – strategiczna gra czasu rzeczywistego z elementami zręcznościowymi stworzona przez studio Spellbound Entertainment i wydana w 2002 przez Wanadoo.

## Fabuła
Akcja gry toczy się w 1190 w Anglii. Pod nieobecność przebywającego na krucjatach u księcia Leopolda Ryszarda Lwie Serce władzę przejmuje starszy brat króla, książę Jan. Podczas krucjat królowi towarzyszy Robin Hood z Loxley. Gdy wraca w rodzinne strony, dowiaduje się, że jego ojciec nie żyje, a miasto zawłaszczył sobie szeryf z Nottingham. Robin chce pokrzyżować plany księcia Jana, który próbuje wykorzystać uwięzienie Ryszarda, by przejąć władzę. By uniemożliwić koronację, Robin musi zebrać siedem klejnotów koronnych: Królewskie Berło, Pieczęć i Koronę oraz Księgę Sądu Ostatecznego, Łyżeczkę Koronacyjną, Miecz Narodu i Ampullę.
Robin udaje się do Lincoln, by spotkać się ze swoim ojcem chrzestnym, lordem Godwinem, jednak nie zastaje go na miejscu. Od Edwarda, sługi lorda, dowiaduje się o losach swojego dawnego przyjaciela, rzemieślnika Stuteleya, który wraz z kompanami ma zostać powieszony za sprzeciwianie się szeryfowi Notthingham. Robin uwalnia przyjaciela, który w ramach wdzięczności oferuje mu pomoc i schronienie w lesie Sherwood.
By odkryć, co stało się z Godwinem, Robin spotyka się w Nottingham ze swoją dawną miłością, Lady Marion. Postanawiają, że spotkają się z księciem Janem, by ujawnić mu prawdę o nieuczciwych działaniach szeryfa Nottingham. Po powrocie do lasu Sherwood Robin dowiaduje się, że jego bratanek, Will Szkarłatny, został uwięziony w Leicester. Po jego uwolnieniu udaje się z Lady Marion do Derb, by spotkać się z księciem Janem. Ten jednak okazuje się zdrajcą i nie chce dopuścić do zebrania okupu na rzecz uwolnienia króla Ryszarda, w czym ma pomóc mu lord Scathlock. W drodze powrotnej Robin kradnie Królewskie Berło i postanawia na własną rękę zebrać okup na rzecz króla.
Robin rusza na pomoc wieśniakom, którzy są nękani przez żołnierzy księcia Jana. Jednym z nich jest Mały John, który dołącza do kompanii Robina. Robin i Marion spotykają się w Leicester z Ranulphem, wiernym dowódcą króla Ryszarda, którego informują o planach księcia Jana. Ranulph wyraża wsparcie w ich działaniach oraz informuje, że lord Godwin jest więziony w lochach swojego zamku w Lincoln, którym to trafił w ręce Guya z Guisbourne. Robin w drodze powrotnej do lasu Sherwood kradnie Księgę Sądu Ostatecznego, po czym udaje się do Lincoln, gdzie uwalnia Godwina. Następnie rusza na pomoc braciszkowi Tuckowi, który został uwięziony w Derby. W drodze powrotnej do Sherwood zabiera Łyżeczkę Koronacyjną oraz poznaje nowe plany księcia Jana, który szykuje się do ataku na zamek Godwina.
Robin pomaga Godwinowi w obronie fortecy, po czym bierze udział w organizowanym na zamku w Nottingham turnieju łuczniczym, w którym wygrywa srebrną strzałę. Rozpoznany przez szeryfa, musi uciekać, a przed powrotem do Sherwood kradnie z katedry Miecz Narodu. Następnie atakuje Derby, gdzie pokonuje lorda Scathlocka. Po dotarciu do Yorku przerywa ceremonię ślubną lady Marion i Guya z Guisbourne, któremu książę Jan oddał jej rękę. Po podbiciu miasta kradnie Ampullę sierżantowi Buttlerowi.
Podczas jednej z kolejnych wypraw zostaje pojmany i trafia do lochów w Nottingham, skąd uciec pomagają mu lady Marion wraz z przyjaciółmi. Przed powrotem do Sherwood zabierają z zamku Królewską Pieczęć. Robin wraca do Yorku, gdzie rozmawia z Allanem, nadwornym śpiewakiem, od którego dowiaduje się o naradzie księcia Jana i księcia Guillaume de Longchampsa. Podczas konfrontacji pokonuje Longchampsa, a jego zwłoki zanosi do lasu Sherwood, gdzie pozostawia także Królewską Koronę, którą skradł z katedry w Yorku. Allan, na polecenie Robina, przebiera się za księcia i zawozi księciu Leopoldowi okup za króla Ryszarda. Robin wraz z kompanią przeprowadza ofensywę na York, w której pomagają mu sprzymierzeni żołnierze, wezwani do walki poprzez bicie kościelnego dzwonu bądź wywieszenie flagi królewskiej na wieży warownej.
Robin udaje się do Nottingham, dokąd wycofał się książę Jan. Po pokonania szeryfa zmusza księcia do poddania się.

## Rozgrywka
Gracz kieruje Robinem i całą jego Wesołą Kompanią, która ma siedzibę w lesie Sherwood, gdzie bohaterowie mogą wytwarzać potrzebny ekwipunek, leczyć się lub trenować umiejętności walki. Podczas głównych misji gracz uwalnia postacie istotne dla fabuły, tj. Małego Johna, Stuteleya, braciszka Tucka i Willa Szkarłatnego, oraz zdobywa możliwość kierowania Lady Marion. Każdy z bohaterów ma różne umiejętności i może zbierać określone przedmioty, które może wykorzystać w rozgrywce, np. zioła do uzdrawiania bohaterów bądź przedmioty pomocne do walki przeciwnikami. Wrogami w grze są m.in. żołnierze, łucznicy, kusznicy, rycerze i jeźdźcy. Można ich albo ogłuszyć, albo zabić poprzez strzał z łuku, mieczem lub pałką. W trakcie misji można też pomagać żebrakom, którzy za datki udzielają wskazówek, m.in. odkrywają położenie wrogów oraz przekazują przedmioty pomagające w rozgrywce.
Misje gry odbywają się na terenie pięciu zamków – Nottingham, York, Leicester, Lincoln i Derby oraz na polanach na terenie lasu Sherwood, na których odbywają się także misje poboczne, m.in. przejęcie konwoju ze złotem bądź obrabowanie poborcy podatkowego. Podczas misji głównych można także wykonać zadania dodatkowe; za ich wykonanie gracz otrzymuje koniczyny, którymi może wskrzesić zabitych bohaterów (dotyczy to wyłącznie głównych postaci).

## Odbiór

### Recenzje
Robin Hood: Legenda Sherwood spotkała się z pozytywnym przyjęciem krytyków. Recenzenci podkreślali podobieństwo gry do serii Commandos i gry Desperados: Wanted Dead or Alive z 2001. Doceniali m.in. oprawę graficzną gry; Andrzej Jeżyk z serwisu Gry-Online opisał ją jako „zaskakująco dokładną” i „pieczołowicie wykonaną”. Przychylnie ocenili też nieliniowy scenariusz i oprawę dźwiękową gry. Polscy gracze chwalili także dubbing postaci, określając go np. jako „genialny”.
Krytycy dobrze oceniali rozgrywkę misji głównych, choć misje poboczne wzbudzały mieszane uczucia. Twórcom zarzucano brak wprowadzenia trybu gry wieloosobowej.

### Nagrody
Twórcy odebrali nagrody Animago Awards 2003 za najlepszy projekt gry i najlepszą animację.

## Polski dubbing
W polskiej wersji językowej głosu postaciom użyczyli:
| Postać                  | Głos                |
| ----------------------- | ------------------- |
| Robin Hood              | Janusz Zadura       |
| Lady Marion             | Cynthia Kaszyńska   |
| król Ryszard Lwie Serce | Dariusz Odija       |
| Mały John               | Dariusz Odija       |
| Stuteley                | Zbigniew Konopka    |
| Will Szkarłatny         | Marcin Przybylski   |
| braciszek Tuck          | Paweł Szczesny      |
| książę Jan              | Ireneusz Kozioł     |
| Guillaume de Longchamps | Adam Bauman         |
| Lord Scathlock          | Piotr Bąk           |
| Ranulph                 | Andrzej Gawroński   |
| szeryf Nottingham       | Marek Obertyn       |
| Godwin                  | Mariusz Leszczyński |
| Allan                   | Janusz Wituch       |
| Guy z Guisbourne        | Janusz Wituch       |